# Luck of the Draw
Luck of the Draw è l'undicesimo album discografico in studio della cantante statunitense Bonnie Raitt, pubblicato nel giugno del 1991.

## Tracce
1. Something to Talk About – 3:47 (Shirley Eikhard)
2. Good Man, Good Woman – 3:32 (Cecil Womack, Linda Womack)
3. I Can't Make You Love Me – 5:32 (Mike Reid, Allen Shamblin)
4. Tangled and Dark – 4:53 (Bonnie Raitt)
5. Come to Me – 4:20 (Bonnie Raitt)
6. No Business – 4:24 (John Hiatt)
7. One Part Be My Lover – 5:06 (Michael O'Keefe, Bonnie Raitt,)
8. Not the Only One – 5:03 (Paul Brady)
9. Papa Come Quick (Jody and Chico) – 2:43 (Richard Hirsch, Chip Taylor, Billy Vera)
10. Slow Ride – 3:59 (Bonnie Hayes, Larry McNally, Andre Pessis)
11. Luck of the Draw – 5:17 (Paul Brady)
12. All at Once – 5:03 (Bonnie Raitt)

Durata totale: 53:39

## Formazione
- Bonnie Raitt - voce, cori, chitarra, slide guitar, chitarra acustica, chitarra elettrica, pianoforte, Fender Rhodes
- James Hutch Hutchinson - basso
- Ricky Fataar - batteria
- Richard Thompson - chitarra elettrica, cori
- Scott Thurston - tastiera, chitarra acustica, chitarra elettrica
- Bruce Hornsby - tastiera, pianoforte
- Stephen Bruton - chitarra acustica, cori
- Debra Dobkin - percussioni, cori
- Curt Bisquera - batteria
- Robben Ford - chitarra
- Steve Conn - fisarmonica
- Paulinho da Costa - percussioni
- Tony Braunagel - batteria
- Randy Jacobs - chitarra elettrica
- Ian McLagan - organo Hammond B3
- Don Was - basso
- John Hiatt - chitarra, cori
- Jeff Porcaro - batteria
- Ivan Neville - tastiera, organo Hammond B3
- Benmont Tench - pianoforte, organo Hammond C3
- Larry Corbett - violoncello
- Ernest Ehrhardt - violoncello
- Dennis Karmazyn - violoncello
- Carole Castillo - viola
- Novi Novog - viola
- Lee Thornburg - tromba
- Greg Adams - tromba
- Euge Groove - sassofono tenore
- Emilio Castillo - sassofono tenore
- Stephen Kupka - sassofono baritono
- Delbert McClinton - armonica
- Aaron Shaw - cornamusa
- Phil Cunningham - fischio
- Sweet Pea Atkinson, Sir Harry Bowens, David Lasley, Arnold McCuller, Glen Clark, Kris Kristofferson, Daniel Timms - cori

Note aggiuntive:
- Don Was e Bonnie Raitt - produttori
- Registrazioni effettuate al Ocean Way Recording ed al Capitol Studios di Los Angeles, Ca nella primavera del 1991
- Ed Cherney - ingegnere della registrazione e del mixaggio
- Dan Bosworth - assistente ingegnere della registrazione (Ocean Way Recording)
- Charlie Paakkari - assistente ingegnere della registrazione (Capitol Studios)
- Ray Blair - assistente ingegnere della registrazione (Capitol Studios)
- Bryant Arnett - assistente ingegnere del mixaggio (Conway Studios)
- Doug Sax - masterizzazione
- Mixaggio effettuato al Conway Studios di Los Angeles